# Закавказская ящурка
Закавка́зская я́щурка (лат. Eremias pleskei) — вид ящериц из рода ящурок подрода Rhabderemias.

## Внешний вид
Мелкая ящерица, длина тела не превышает 6 см. Нижний носовой щиток не касается межчелюстного. Лобный щиток с широким желобком в передней части. Предлобный щиток касается края рта. Верхнехвостовые чешуйки гладкие. Верх светло-серый или светло-коричневый с семью широкими бурыми полосками. Задние ноги в белых и жёлтых округлых «глазках».

## Образ жизни
Обитает в глинистых или каменистых полупустынях с редкими кустиками. Встречается на высоте до 1 800 м. После зимовки появляется в марте — апреле. В кладке 3—4 яйца длиной до 1,4 см. Откладка происходит дважды в сезон.

## Распространение
Ареал закавказской ящурки расположен в среднем течении реки Аракс на территории четырёх государств: Азербайджана, Армении, Ирана и Турции.